# DMK Deutsches Milchkontor
DMK Deutsches Milchkontor GmbH (DMK) er en tysk mejerikoncern. Koncernen blev etableret i 2011 ved en fusion mellem de to nordtyske virksomheder Humana Milchunion og Nordmilch. Målt på indvejet mælk er det Tysklands største mejerikoncern. I 2020 var omsætningen på 5,6. mia. euro og der var 7800 ansatte. Virksomhedens hovedsæde er i Zeven.